# William Edward Burghardt Du Bois

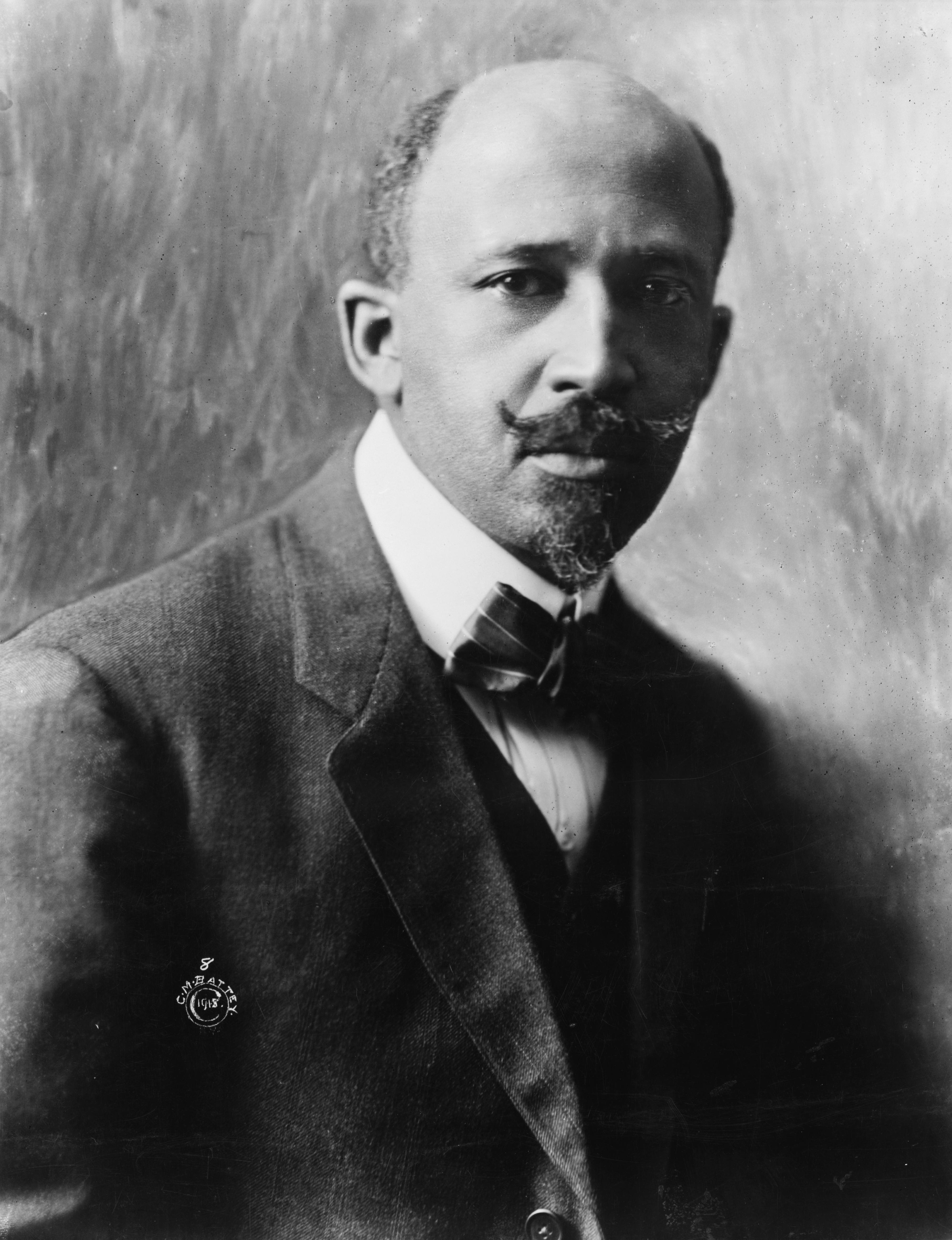
W.E.B. Du Bois
(1918), C.M. Battey, Library of Congress

William Edward Burghardt Du Bois (Great Barrington, Massachusetts, 23 februari 1868 – Accra, Ghana, 27 augustus 1963) was een vooraanstaande Amerikaanse mensenrechtenactivist en academicus uit de eerste helft van de 20e eeuw. Hij wordt wel de vader van het panafrikanisme genoemd en was actief als socioloog, historicus, schrijver, redacteur, dichter en docent. Hij was een van de oprichters van de National Association for the Advancement of Colored People. 
Op 95-jarige leeftijd werd hij genaturaliseerd tot Ghanees staatsburger nadat de Amerikaanse overheid hem een nieuw paspoort had ontzegd.

## Opleiding
Nadat hij in 1888 afgestudeerd was aan Fisk University (Nashville, Tennessee) bleek de Harvard-universiteit zijn titel van Fisk niet te erkennen. Hij haalde daarom in 1890 cum laude een nieuwe bachelorgraad aan Harvard, waar hij zijn studie ook voortzette. Na het behalen van zijn master in geschiedenis in 1892 kreeg hij een studiebeurs die hem in staat stelde zijn opleiding in Berlijn te vervolgen. In Duitsland, waar hij tot 1894 bleef, werkte hij veelvuldig samen met gerenommeerde sociologen, onder wie Gustav von Schmoller. Na zijn terugkeer promoveerde hij in 1895 als eerste Afro-Amerikaan in de geschiedenis aan Harvard, op een proefschrift getiteld Suppression of the African Slave Trade in the United States of America: 1638–1871.
Na te hebben gedoceerd aan Wilberforce University en later aan de Universiteit van Pennsylvania werd hem gevraagd de Faculteit voor Sociologie op te zetten op de Universiteit van Atlanta (nu Clark Atlanta University).

## Du Bois in Nederland
Du Bois bezocht Nederland twee keer. De eerste keer in 1893, toen hij als student in Berlijn door Europa trok. Nederland omschreef hij als “an extremely neat and well-ordered mud-puddle [...]”. In september 1958 komt hij voor enkele dagen naar Nederland op uitnodiging van uitgever Paul Breman. Hij spreekt in Den Haag, bij Ons Suriname in Amsterdam en wordt geïnterviewd door de VPRO.